# Bas Ticheler
Bas Ticheler (Losser, 14 mei 1972) is een Nederlands sportverslaggever. Hij is sinds 1 augustus 2014 werkzaam als perschef voor de KNVB bij het Nederlands elftal.
Ticheler studeerde journalistiek en geschiedenis aan de Universiteit Utrecht. Hij begon zijn loopbaan in 1991 bij de lokale Omroep Utrecht. Een half jaar later werd hij sportverslaggever bij de regionale zender RTV Utrecht. Hier hield Ticheler zich tevens bezig met nieuwsverslaggeving en presentatie.
In 1997 stapte Ticheler over naar de AVRO, waar hij de verslaggeving ging doen voor het programma Thuis op Twee op Radio 2. Hij is daarnaast sinds 1995 actief als voetbalverslaggever voor NOS Langs de Lijn. In 2000 trad Ticheler fulltime in dienst van de NOS. Sinds eind 2008 werkte Ticheler voor Studio Sport. Een belangrijke taak van Ticheler was het volgen van het Nederlands elftal en het leveren van commentaar bij wedstrijden, samen met Jack van Gelder.
In 2014 stopte Ticheler bij de NOS om perschef te worden van het Nederlands elftal (als opvolger van Kees Jansma).